# Mezzanino
Mezzanino là một đô thị ở tỉnh Pavia trong vùng Lombardia của Ý, có cự ly khoảng 35 km về phía nam của Milan và khoảng 7 km về phía đông nam của Pavia. Tại thời điểm ngày 31 tháng 12 năm 2004, đô thị này có dân số 1.435 người và diện tích là 13,9 km².
Đô thị Mezzanino có các frazioni (các đơn vị trực thuộc, chủ yếu là các làng) Cassinetta, Malpensata di Sopra, Malpensata di Sotto, Busca, Tornello, Alberelli, Palazzo, Maccabruna, Calcedonia, Caldera, và Oratorio.
Mezzanino giáp các đô thị sau: Albaredo Arnaboldi, Casanova Lonati, Linarolo, Travacò Siccomario, Verrua Po.